# René Pomeau
René Pomeau (Beautiran, Gironda, 20 de febrero de 1917 - 26 de febrero de 2000) fue un universitario francés, gran especialista mundial y académico del siglo XVIII, y especialmente de Voltaire. Su obra sin duda ha marcado un hito en los estudios volterianos.

## Biografía
Fue admitido en la Escuela Normal en 1937. Logró la agregación en Letras en 1941. Estuvo como profesor en Angulema y Tours. Fue ayudante de la Universidad en Burdeos 1949-1950, en Poitiers desde 1950; y profesor en Toulouse desde enero de 1954.
Su famosa tesis, La Religion de Voltaire, data de 1954. Jean Marie Goulemot dijo que con ella sustrae a Voltaire del radicalismo librepensador y de la condena a menudo agresiva de la tradición católica. Desde 1961, formó parte del jurado de concursos de la calle Ulm para los normalistas franceses.
En 1963, fue nombrado ya profesor de la Sorbona, donde fue renovando los estudios literarios. Fundó la "Société française d'étude du XVIIIe siècle". En 1979 fue presidente ya de la "Société d'histoire littéraire de la France".
René Pomeau consagró toda la vida al escritor y polemista de su predilección, Voltaire. Su gran trabajo logra la culminación en 1985-1994, con la obra en colaboración en cinco volúmenes, Voltaire en son temps, por la Fondation Voltaire (de Oxford).
Además se ha interesado por Laclos y  por Beaumarchais.

## Obra
- La Religion de Voltaire, 1954. Aumentada en Nizet, 1969.
- L'Europe des Lumières, cosmopolitisme et unité européenne au s. XVIIIe, París, Éditions Stock, 1966; La Europe de las Luces, México, FCE.
- L'Âge classique: 1680-1720, v. 3, Arthaud, 1971
- Laclos ou le paradoxe, París, Hatier, 1975
- Beaumarchais ou la bizarre Destinée, París, PUF, 1987
- Voltaire en son temps, 5 v. Voltaire Foundation, 1985-1994; luego en 2 v. Fayard, 1995
- Mémoires d'un siècle, entre XIXe et XXe, París, Fayard, 1999
- «La Faute à Voltaire», en la serie Ces Libéraux qui ont fait la France, L'Esprit libre, 14, marzo de 1996, p. 16-18